# Гае Фуфоло
Гае Едвард Фуфоло (англ. Haae Edward Phoofolo; нар. 1947) — лесотський політик, шостий прем'єр-міністр королівства Лесото.

## Біографія
Народився в сім'ї англіканського священника. Вивчав право в Університеті Ботсвани Свазіленду і Лесото та в Единбурзькому університеті. 1977 року здобув ступінь магістра економіки в Університеті Аделфі (Нью-Йорк).
Від 1974 року практикував правничу діяльність, зокрема в Національному банку розвитку Лесото, Верховному й Апеляційному судах. 1981 року брав участь у створенні Національного банку Лесото, а 1983 став заступником його керівника. За період своєї адвокатської діяльності (1986—2012) значну увагу приділяв захисту прав людини та громадянина. 1994 року, завдяки його тісним зв'язкам з монархією, король Летсіє III призначив його на посаду прем'єр-міністра.
2012 року здобув перемогу на парламентських виборах у своєму виборчому окрузі. Тоді ж його призначили на посаду міністра юстиції. Тоді Фуфоло пообіцяв удосконалити систему правосуддя в країні. 2015 року йому довелось залишити уряд, після чого він знову зайнявся адвокатською діяльністю. 2017 він очолив Генеральну прокуратуру своєї країни.